# 修行道地經
《修行道地經》，又名《修行經》，說一切有部的譬喻師、大禪師僧伽羅剎（Saṃgharakṣa）所作禪經，收於《大正藏》經集部，竺法護於太康五年（284）譯出。內容論禪那修道，前二十七品為止觀方法，後人增附後三品，談大乘菩薩之修行。本經綜合了瑜伽觀行之要義而纂成。

## 題解
本經一開始即云：「榆迦遮復彌經，晉云修行道地」。「榆迦遮復彌」，梵語Yogācārabhūmi。義譯為「瑜伽行地」、「瑜伽師地」。這一名稱，為禪觀集的通名。

## 傳譯
罽賓文士竺侯征若攜經本至燉煌，由竺法護於太康五年（284）譯出，沙門法乘、月氏法寶筆受，榮攜業、侯無英正書寫。原本二十七品，後人把同為竺法護所譯的《三品修行經》增附其中而成三十品。別譯本有後漢安世高譯《大道地經》一卷、失譯《小道地經》一卷（道地經要語章），僅為竺法護譯本的一部分。

## 內容
《修行道地經》涵蓋的主題多樣，包含：對修行和修行道地的基本解說，五蘊的觀察、相、分別和成敗，慈心，除恐懼，察人之性情教導五種對治法（不淨、慈心、數息、因緣、骨鎖等無異），正心攝意，離顛倒想，觀飯食，調伏諸根，忍辱不瞋報，天眼通、天耳通、宿命通、他心通的功德，思惟三惡道苦精進修行，自勵精進，觀察四大皆空、無我（界分別），止觀之區別，不淨之修行，四禪至神足通的功德，有漏禪無漏禪、數息之修行，凡夫與佛弟子修行之差別，暖頂忍世第一法至見道十六心，觀身五十五事，名色法，思惟無常，有學、無學地，有餘、無餘涅槃。
計分二十七品︰集散、五陰本、五陰相、分別五陰、五陰成敗、慈、除恐怖、分別相、勸意、離顛倒、曉了食、伏勝諸根、忍辱、棄加惡、天眼見終始、天耳、念往世、知人心念、地獄、勸悅（勸說）、行空、神足、數息、觀、學地、無學地、無學。
《三品修行經》之三品為：弟子（聲聞之別譯）、緣覺、菩薩，其內容講述阿羅漢、辟支佛、菩薩之修行，而以菩薩成佛之修行為究竟真實，主張三乘歸趨一佛乘。

## 考證
印順法師認為僧伽羅剎的原作，僅有偈頌，頌義古樸，近於譬喻師舊說，長行為後人解說，增入阿毘達磨新義。每品先讚頌後結偈的形式，也應是改編者所增入。
後三品說明聲聞弟子、緣覺、菩薩的修行，會三乘而歸一乘，無論在形式內容上，都與前二十七品不合。印順法師主張此為融攝「法華經」、「般若經」的意旨而為後人附於本經之中，非僧伽羅剎所作，應當即是同為竺法護所譯出的《三品修行經》。
賴鵬舉主張《三品修行經》來自於四世紀後葉以前的「中亞禪法」。他認為在整體禪法結構上，三品修行經以「般若實相觀」為究竟，又有二品提及「現在定意見十方佛」三昧，正是中亞大乘禪法的二大特色 。